# Plaza Montevideo

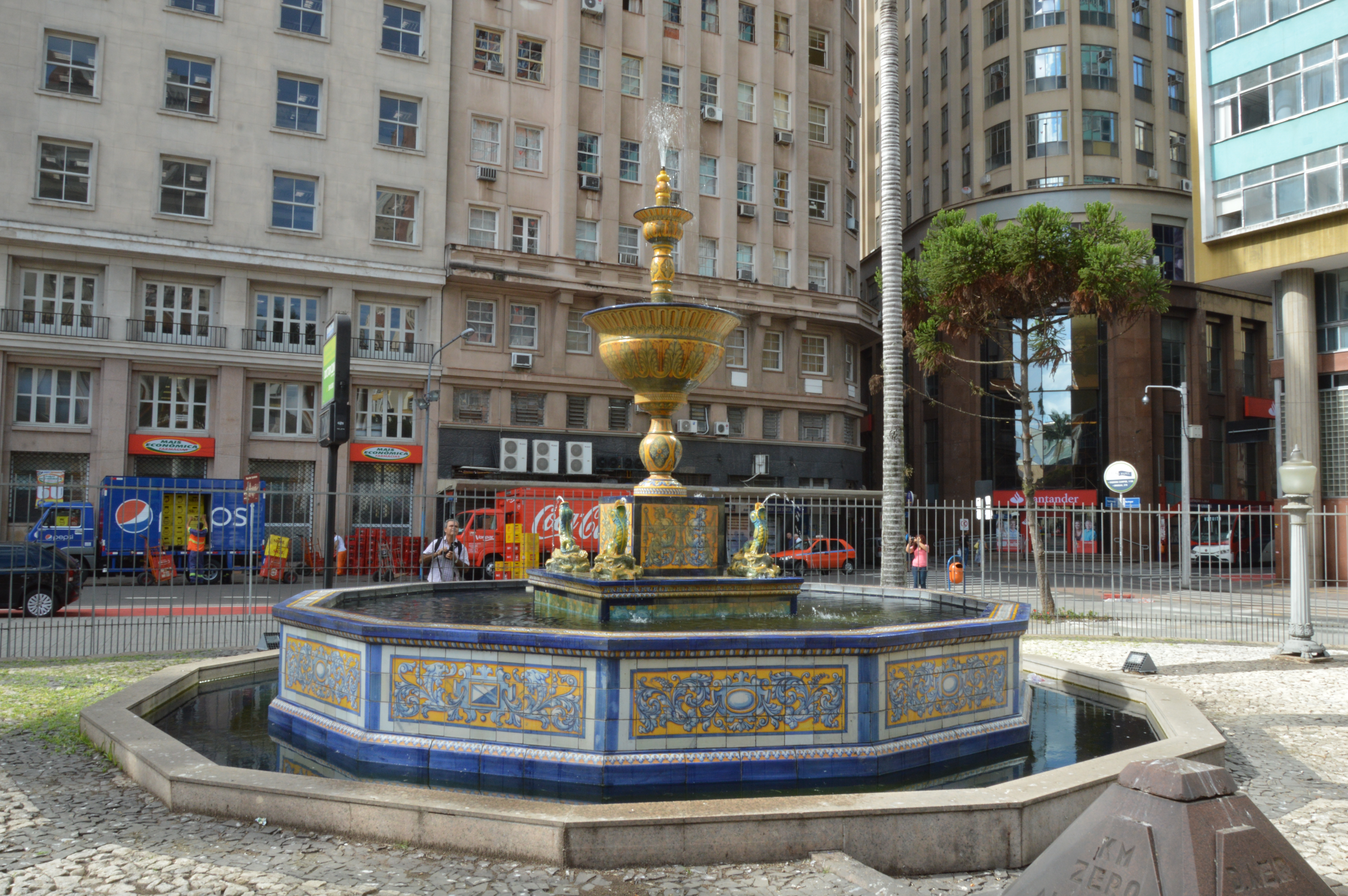
Fuente Talavera de la Reina

La Plaza Montevideo es un espacio público de la ciudad de Porto Alegre, Brasil. La plaza está situada en el centro histórico de la ciudad entre las calles Sete de Setembro y Uruguai y el final de la Avenida Borges de Medeiros, frente al Palacio Municipal.
El origen de la plaza es relativamente oscuro, y en los documentos oficiales suele confundirse con la Praça XV de Novembro. Sin embargo, desde 1810 ya se mencionaba el lugar, aún sin nombre, como zona de uso público aunque era de propiedad privada y se iba a ampliar con un fragmento de la antigua Rua dos Ferreiros (actual rúa Uruguai). En 1830 se ordenó su deslinde para la construcción de un mercado de pescado y consta que su territorio estaba siendo invadido y cercado por terceros. Más tarde, el propio gobierno provincial quiso construir un liceo en el lugar y de hecho inició la alineación del edificio pero el Municipio embargó las obras alegando que el espacio ya era una plaza pública.
Sólo se consolidó como espacio público en 1855 con la expedición de certificados de expropiación de los terrenos, proceso que se cerró en 1858. La zona permanecería sin urbanizar durante otros sesenta años. En 1901 se construyó el Palacio Municipal en su límite norte por lo que su nombre pasó a ser Plaza Municipal. El paisajismo de la plaza, en 1927, fue obra de Otávio Rocha, que ordenó la creación de un parterre verde en forma de elipse en el centro. En 1935, en el centenario de la Revolución Farroupilha, el parterre recibió una fuente donada por la colonia española y el nombre de la plaza pasó a ser Praça Montevidéu.
En esta plaza se encuentra la Fuente Talavera de la Reina, la placa de Guilherme Socias Villela (ex alcalde de Porto Alegre) y el hito cero de la ciudad.